# VanossGaming
Evan Fong (sinh ngày 31 tháng 5 năm 1992), được biết đến nhiều với tên kênh YouTube là VanossGaming (hoặc Vanoss), là một nhà bình luận game và nhân vật Internet người Canada. Anh sản xuất nội dung trên YouTube tập trung vào các trò chơi phổ biến với các cộng tác viên khác của YouTube. Tính đến Tháng 6 năm 2018, kênh của Fong đã có hơn 9 tỷ lượt xem và có 23 triệu lượt đăng ký trên YouTube, đứng thứ 25 trong số những kênh được đăng ký nhiều nhất YouTube.

## Cuộc sống
Sinh ra và lớn lên ở Toronto, Canada, Fong là người gốc châu Á, mẹ là người Triều Tiên, và bố là người Trung Quốc.
Fong đã học Trường Trung học Richmond Hill và Đại học Pennsylvania.

## Sự nghiệp YouTube

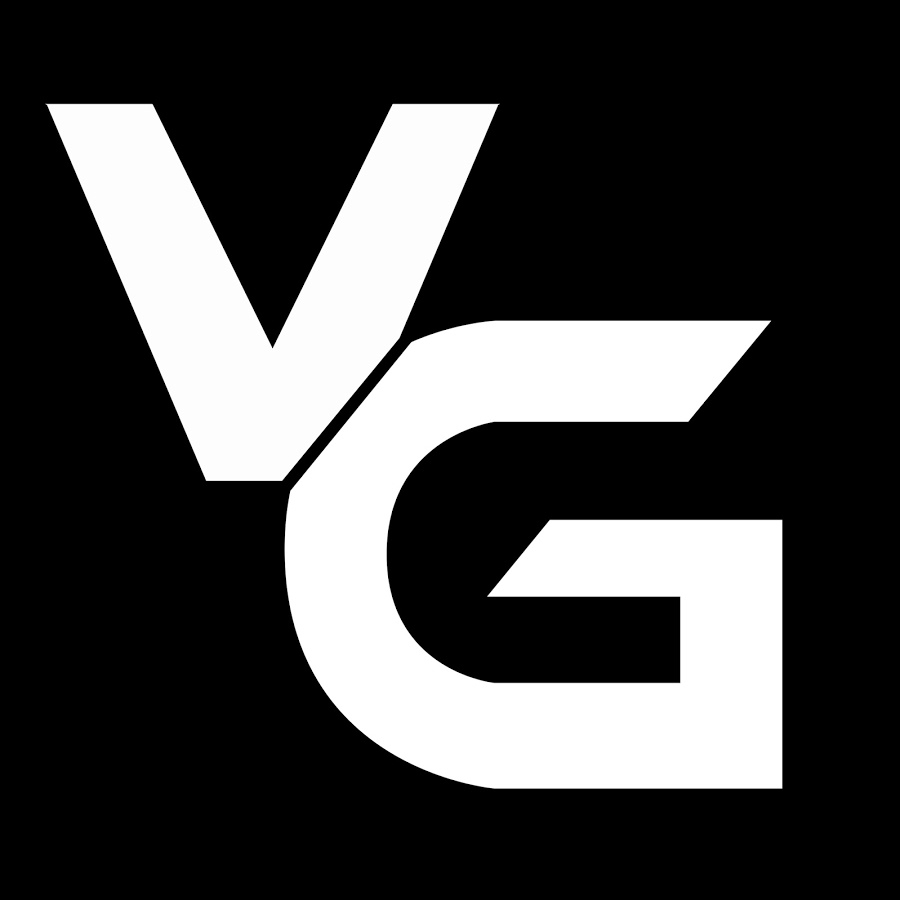
Logo của VanossGaming từ 2011–2015.

Fong đã tạo kênh VanossGaming trên YouTube vào ngày 15 tháng 9 năm 2011 và một năm sau đó, ngày 27 tháng 6 năm 2012, anh đã tải lên video đầu tiên là IT DOESN'T MATTER! (SONG) - WhiteBoy7thst EPIC Remix by VanossGaming (Official Music Video)
Fong đã đạt 100,000 lượt đăng ký vào năm 2013, 1,000,000 lượt đăng ký cũng vào năm 2013, và 10,000,000 lượt đăng ký vào năm 2015.
Tính đến Tháng 1 năm 2020, kênh VanossGaming đã có hơn 24 triệu lượt đăng ký với hơn 12 tỷ lượt xem.

## Giải thưởng và đề cử
| Năm  | Giải thưởng        | Thể loại                    | Kết quả | Ref.  |
| ---- | ------------------ | --------------------------- | ------- | ----- |
| 2014 | The Game Awards    | Trending Gamer              | Đề cử   | [ 4 ] |
| 2016 | Giải thưởng Shorty | Tech and Innovation: Gaming | Đề cử   |       |